# Cam Weaver
Cam Weaver est un footballeur américain né le 10 juin 1983 à Kent dans l'État de Washington. Il évolue au poste d'attaquant avec les Sounders de Seattle en MLS.

## Biographie
Le 12 mars 2014, Weaver retrouve les Sounders en MLS.

## Palmarès
- Meilleur buteur de USL First Division en 2006